# Соло (музика)
Соло — з італ. Solo від лат. Solus — один.
- У багатоголосному творі мелодично розвинутий, часто віртуозний виступ одного співака чи інструменталіста, звертаючий на себе увагу слухача.

Тривалість соло — від декількох тактів до цілих розділів. Особливі форми соло виникають у концертних жанрах. Тут виділяються сольні партії (з соло виступає один і той самий виконавець). У старовинній концертній музиці (concerto grosso) часто в наявності декілька сольних партій, одночасне звучання яких формує сольні епізоди.
- Музичний твір для одного голосу чи інструменту (з супроводом чи без нього)
- Tasto solo — у цифрованому басі вказівка на те, що виконавець повинен грати партію басу без додавання акордових звуків